# Yūichirō Miura
Yūichirō Miura (三浦 雄一郎?, Miura Yūichirō; Aomori, 12 ottobre 1933) è un alpinista giapponese.
Il 23 maggio 2013, all'età di 80 anni, è divenuto la persona più anziana ad aver raggiunto la cima dell'Everest, scalata da lui già effettuata il 22 marzo 2003 all'età di 70 anni e il 26 maggio 2008 a 75 anni.
Inoltre Miura è il primo uomo ad aver sciato sulle pendici dell'Everest, scendendo in sci una parte del versante sud, dal Colle Sud alla base del Lhotse e utilizzando un paracadute per frenare la discesa. L'impresa è raccontata nel film L'uomo che sciò l'Everest (in inglese, The Man Who Skied Down Everest), premio Oscar al miglior documentario nel 1976. Durante la spedizione persero la vita sei sherpa.

## Filmografia
- The Man Who Skied Down Everest - 1975 - Diretto da Bruce Nyznik, Lawrence Schiller - 86'[6]